# Verberie
Verberie – miejscowość i gmina we Francji, w regionie Hauts-de-France, w departamencie Oise, położona w dolinie rzeki Automne.
Według danych na rok 1990 gminę zamieszkiwało 2627 osób, a gęstość zaludnienia wynosiła 175 osób/km² (wśród 2293 gmin Pikardii Verberie plasuje się na 95. miejscu pod względem liczby ludności, natomiast pod względem powierzchni na miejscu 200.). Mieszkańców nazywa się Sautriauts.

## Osobistości
- Juliette Adam, pisarka